# Tiszacsermely
Tiszacsermely là một thị trấn thuộc hạt Borsod-Abaúj-Zemplén, Hungary. Thị trấn này có diện tích 20,28 km², dân số năm 2010 là 615 người, mật độ 30 người/km².